# اسحاق موصلی
اسحاق موصلی (۱۵۰ق/۷۶۶م، ری* ‏- ۲۳۵ق/۸۴۹م، بغداد) نامدار به ابن‌ندیم، پسر ابراهیم موصلی و مادری ایرانی به نام شاهک* و فقیه، محدث، ادیب، شاعر، موسیقی‌دان، خواننده و نوازنده در دوران عباسی است. در دربار هارون الرشید بود. او در یک خانواده نامدار نوازنده زاده شد. پدرش ابراهیم الموصلی در همان جایگاه پیش از پسرش بود. همچنین وی آموزگار زریاب بود.
گرچه یکی دو تن از استادان هم‌زمان او در آواز، هم‌ردیف اسحاق بودند ولی هیچ کس مانند او عود نمی‌زد و در این هنر خود را در ردیف پهلبد و وارث او می‌دانست. او نخستین شاعر به عربی است که ترانه‌ها و غزلیات لطیف در معاشقه با زنان را به درجه کمال رسانیده. او ایجادکننده و نوآور گونه جدید نوشتن نغمه و تقسیم و طبقه‌بندی کامل آوازها و پرده‌ها بود. خود او نغمه را با صدای بلند و تیز آغاز می‌کرد، از این رو اسحاق را «مَلسُوع» یعنی مارگزیده و عقرب‌زده لقب دادند.

## آثار
اسحاق را دارای حدود ۴۰ اثر دانسته‌اند:
- الاختیار (الاخبار) من الاغانی للواثق الخلیفه (آوازهای برگزیده الواثق خلیفه)
- الاغانی الکبیر (آوازهای بزرگ): این کتاب را سندی بن علی وراق گردآورده و دیباچه‌ای به نام اسحاق بر آن نهاده و از منابع مهم ابوالفرج اصفهانی در نگارش الاغانی به‌شمار می‌رود.
- اغانی معبد (آوازهای معبد)
- اغانیة التی غنی بها
- النغم و الایقاع (نغمه‌ها و وزن‌ها)
- الرقص و الزّفن (رقص‌ها)
- قیان الحجاز (دختران خواننده حجاز)
- اخبار القیان (خبرهای دختران خواننده)
- اخبار الندماء (خبرهای ندیمان)
- اخبار امغنیین المکیین (اخبار رامشیان، ازمکیان)

## شاگردان
از شاگردان نامدار او ابن خردادبه، عبیدالله بن احمد، زریاب (علی بن نافع)، عمروبن سلیمان نامدار به ابن بانه و پسرش حمادبن اسحاق بودند. حماد نخستین نویسنده‌ای است که بیان سرگذشت او را به گستردگی در کتابی گردآوری کرده‌است.

## توضیحات
1. ^  به گفته‌ای در بغداد[۴]
2. ^  شاهک از مردم ری بود، بعضی مادر اسحاق را «دوشار» گفته‌اند ولی ابوالفرج آن را باطل دانسته و شاهک را مادر اسحاق یاد نموده است.[۱]